# Alan Melikdjanian
Alan Melikdjanian (/ˌmɛlɪkˈdʒeɪniən/; Russo: Алан Меликджанян; nascido a 13 de Abril, 1980), conhecido pelo apelido Captain Disillusion (Capitão Desilusão), é um YouTuber e realizador independente Americano, nascido na Letónia. Melikdjanian esteve ativo na criação dos websites de partilha de vídeo Openfilm e Filmnet.com, sendo também o creador da websérie Captain Disillusion, que foca-se na análise critica de efeitos visuais e edição de vídeo, enquanto promove ceticismo e pensamento crítico.

## Vida precoce
Melikdjanian nasceu de pais artistas de circo da era soviética, e é de ascendência arménia e russa. O seu pai, Vilen, era um artista particularmente conhecido. Percorreu a União Soviética com os seus pais até aos 6 anos de idade, onde iria viver com a sua avó enquanto frequentava a escola. Durante o Verão, retomaria a digressão com os seus pais. In his youth, Melikdjanian would spend most of his free time trying to copy the styles of Disney animators.  Na sua juventude, Melikdjanian passava a maior parte do seu tempo livre a tentar copiar os estilos de animadores da Disney.
A sua família desertou para os Estados Unidos no final dos anos 80; ele voltou a juntar-se a eles dois anos mais tarde, frequentando a William H. Turner Technical Arts High School em Miami, onde estudou produção de vídeo e animação 3D. Licenciou-se na Universidade Internacional de Arte e Design de Miami com um Bacharelato em Belas Artes em produção cinematográfica.

## Carreira

### FilmNet.com e OpenFilm
Melikdjanian foi o co-fundador e director criativo da FilmNet.com[, e foi o co-fundador e chefe de criação da Openfilm. Ambos foram concebidos como alternativas ao popular site de partilha de vídeos YouTube, mas para cineastas amadores sérios que "não querem colocar o seu trabalho ao lado das mediocridades do YouTube" OpenFilm fechou em Agosto de 2015.

### Canal de YouTube "Captain Disillusion", 2007-presente
O Canal "Captain Disillusion" no YouTube tem aproximadamente 2,2 milhões de subscrições, e 203 milhões de visualizações (desde Junho de 2021) No canal ele desmistifica - entre outras coisas - vídeos virais e paranormais "hoax", fazendo-o com humor, e com um forte enfoque nos efeitos visuais. Edita os seus vídeos utilizando vários programas de software, começando com Avid Media Composer, seguido de Adobe After Effects, Blender, e Da Vinci Resolve.
Nos seus vídeos, Melikdjanian veste um fato de treino dos anos 80, e a pele da parte inferior do seu rosto é coberta com tinta prateada, com uma linha preta entre a parte prateada e a sua pele.

Melikdjanian descreveu como concebeu a sua fantasia de super-herói:
   Quando chegou a altura de o visualizar, pensei: o que é que tenho à mão? O que pode captar a atenção das pessoas? E realmente, porque é suposto ser um super-herói, o que é que nunca vimos antes? O que é que eu tenho à minha disposição que posso realmente conseguir em termos de vestuário e maquilhagem? E era isso que eu tinha. Comprei alguma desta maquilhagem cromada na loja de festas local e tinha todas aquelas roupas e teria feito toda a minha cara, mas é demasiado trabalho. Funciona em termos de ilusão reveladora da realidade, e... qual é a realidade?

### Formato
Em primeiro lugar, o Capitão dirige-se à audiência. Uma introdução típica aos seus vídeos é "Saudações, crianças, Capitão Desilusão aqui". Em segundo lugar, ele continua a mostrar um vídeo popular, geralmente um vídeo paranormal ou viral que é "demasiado bom para ser verdade" (muitas vezes começando com tópicos humorísticos para estabelecer um humor leve, e depois usando a sua pulseira - um presente de James Randi - para o levar a falar sobre o verdadeiro tema). Em terceiro lugar, ele revê as filmagens, utilizando a sua perícia em edição digital, para 'quebrar' o vídeo e mostrar como o resultado final foi alcançado. Ele também gosta de recriar efeitos a partir dos vídeos que desmistifica, incorporando-os frequentemente em episódios.
Ele termina cada vídeo com o seu lema: "Ama com o teu coração, usa a cabeça para tudo o resto". Os seus vídeos concluem frequentemente com uma sequência final humorística, que ocasionalmente se relaciona com o vídeo anterior.